# Гра форів
«Гра форів» (англ. The Vor Game) — науково-фантастичний роман Лоїс Макмастер Буджолд, вперше опублікований у вересні 1990 року. Він виграв у 1991 році премію «Г'юго» за найкращий роман. «Гра форів» є частиною Саги про Форкосіганів, і це шостий повноформатний роман у серії за датою публікації.

## Стислий сюжет
Майлз Форкосіган закінчує Академію і з сумом дізнається, що він спрямовується на заміну погодного офіцера на зимову тренувальну базу піхоти Імперії на віддалений острів Кирило. Він трохи заспокоєний поясненнями офіцера з розміщення, що його призначення є для того, щоб побачити, чи він може впоратися з дисципліною і військовою рутиною. Якщо він зможе, він буде переведений у краще місце. Однак він не може не потрапити в халепу.
Майлз відмовляється виконувати, як він вважає, злочинний наказ командира бази; той заарештовує його за звинуваченням у заколоті, а оскільки він вищий Фор, це технічно є звинуваченням у зраді Імперії. Його швидко повертає у столицю і закриває у надрах Служби Імперської Безпеки (ImpSec) Саймон Ілліан, який, разом з батьком Майлза, доходить до висновку, що Майлз вів себе правильно, але також отримав сумнозвісну відомість за його недотримання субординації і не може розраховувати на службу в будь-якій галузі Імператорської служби, крім ImpSec, до якої його переводять.
Майлз, якого направили допомогти оцінити Хеген Хаб (і прибрати з очей), підставлений у вбивстві і заарештований. Перебуваючи в ув'язненні, він зустрічає Імператора Грегора, який говорить йому, що він втік з посольства на Комарр і приєднався до екіпажу торгового судна як технар, а потім його залишили позаду на Станції Консорціум недобросовісні судновласники. Майлз намагається витягнути Грегора, але скоро загрузає по шию в таємничу змову за участю аморальної фатальної жінки, вбивчо-налаштованого його колишнього командира з острова Кирило, і політиці Хаба. Майлз зустрічає своїх друзів — Дендарійських найманців, і, після того, як черговий раз перехитрює їх керівника, Адмірала Осера, стає їх командиром під своєю вигаданою персоною Адмірал Нейсміт. Він рятує Грегора від фатальної жінки і змушує взаємно недовірливі планети Хеген Хаб виступити єдиним фронтом, щоб відбити несподівану атаку Цетагандійського флоту вторгнення, зі своєчасною допомогою від Барраярського флоту під спільним командуванням його батька та імператора Грегора.
Грегор і ImpSec вирішують таємно поставити Дендарійців на постійну службу для таємних місій, а Майлза офіційно (але також таємно) призначають сполучною ланкою.

## «Синоптик»
Перші кілька глав «Гри форів» (глава 1 — перша частина глави 6, до переміщення Майлза у тюрму ImpSec) спочатку були опубліковані в дещо іншій формі — як повість під назвою «Синоптик» — в лютому 1990 року у випуску журналу «Аналог».

## Нагороди
Роман «Гра форів» виграв премію «Г'юго» за найкращий роман 1991 року та отримав номінацію на премію Локус в тому ж році.